# Thom Gunn
Thomson („Thom“) William Gunn (* 29. August 1929 in Gravesend, Kent, Großbritannien; † 25. April 2004 in San Francisco, USA) war ein britischer Dichter und Universitätslehrer.

## Leben
Thom Gunns Eltern waren Journalisten. Als er neun Jahre alt war, ließen sie sich scheiden. Die Mutter beging sechs Jahre später Selbstmord.
Nach einem Studium der englischen Literatur am Trinity College in Cambridge, das er 1953 mit einem akademischen Grad abschloss, lebte er seit 1954 in den USA und lehrte von 1958 bis 1966 und von 1973 bis 1990 an der University of California (Berkeley). Zusammen mit Philip Larkin und Kingsley Amis war er Mitbegründer der Gruppe The Movement. Der britische Lyriker zählte zu den bedeutendsten Gegenwartsdichtern und schrieb über 30 Gedichtbände und Bücher.
Thom Gunn starb 2004 im Alter von 74 Jahren an den Folgen eines Herzinfarktes.

## Werk und literarische Bedeutung
Bereits sein erster Gedichtband, Fighting Terms (1954), ließ die Kritik auf ihn aufmerksam werden: Gunn hatte sich mit seiner Lyrik, in der Erlebnisse und konkrete Beobachtungen in harter, direkter und metrisch konzentrierter Form wiedergegeben werden, sowohl von dem einflussreichen Stil T. S. Eliots als auch von einer Gruppe moderner Dichter abgewandt, die ihr dichterisches Credo in dem Werk The New Apocalypse (1939) dargelegt hatten (unter ihnen G. S. Fraser, Nicholas Moore oder Norman MacCaig). Gunn wurde vielmehr zu einem Dichterkreis gerechnet, der Mitte der 1950er Jahre in England als The Movement bekannt wurde und als dessen "Manifest" u. a. die von Robert Conquest herausgegebene Anthologie New Lines anzusehen ist.
Gunns Veröffentlichungen reichen bis in die Gegenwart, sein Werk weist neben utopistischen Darstellungen, sozialgeschichtlichen Aspekten und destruktiven Realitätseinwirkungen viele Facetten auf; doch in den Darstellungen des alltäglichen Lebens innerhalb der Protestbewegung der 1960er Jahre, insbesondere in Gestalt des ungezwungenen American Way of Life, drückte Gunn das Lebensgefühl der jungen Generation (Beat Generation) aus. So handeln viele Gedichte von aktueller Popmusik, vom Motorradfahren, von Aspekten der Drogenabhängigkeit und der Sexualität. Zu den Schriftstellern, die er prägte, gehört Oliver Sacks.

## Werke

### Zu Lebzeiten veröffentlicht
- Fighting Terms (1954)
- The Sense of Movement (1957)
- My Sad Captains (1961)
- Touch (1967)
- Moly (1971)
- To the Air (1974)
- Jack Straw's Castle (1976)
- The Passages of Joy (1982)
- The Man with Night Sweats (1992)
- Boss Cupid (2000)

### Postume Werkausgaben
- Michael Nott, August Kleinzahler, Clive Wilmer (Hrsg.): The Letters of Thom Gunn. Faber & Faber, London 2021, ISBN 978-0-571-36255-4.

## Auszeichnungen
- 1955: Levinson Prize
- 1959: Somerset Maugham Award
- 1959: Arts Council of Great Britain Award
- 1964: American Institute of Arts and Letters Grant
- 1964: American Academy Grant
- 1966: Rockefeller Award
- 1971: Guggenheim-Stipendium
- 1980: WH Smith Literary Award
- 1983: PEN (Los Angeles) Prize for Poetry
- 1988: Sara Teasdale Prize
- 1988: Los Angeles Times Kirsch Award
- 1990: Lila Wallace/Reader’s Digest Writer's Award
- 1992: Forward Poetry Prize
- 1993: Lenore Marshall Prize
- 1993: MacArthur Fellowship
- 1993: Aufnahme in die American Academy of Arts and Sciences
- 1995: Lambda Literary Award für Collected Poems
- 2001: Aufnahme in die American Academy of Arts and Letters
- 2003: David Cohen Prize